# 安徽省霍山中学
安徽省霍山中学，简称霍山中学，创办于1941年，是安徽省六安市霍山县的一所高级中学，为安徽省示范性高中。

## 现状
学校占地面积200余亩，有66个教学班，学生3800余名。有教职工240名，其中特级教师4名，省级教坛新星2名，全国优秀教师1名，全国师德先进个人1名。2017年高考本科达线人数1325人，本科达线率96.4℅。

## 知名校友
- 项昌乐：中国工程院院士，北京理工大学副校长。